# Preliminary Catalogue of Anthophyta and Pteridophyta Reported as Growing Spontaneously within One Hundred Miles of New York
Preliminary Catalogue of Anthophyta and Pteridophyta Reported as Growing Spontaneously within One Hundred Miles of New York (abreviado Prelim. Cat.) es un libro con ilustraciones y descripciones botánicas que fue escrito conjuntamente por Nathaniel Lord Britton, Emerson Ellick Sterns y Justus Ferdinand Poggenburg y publicado en el año 1888.